# 小出馨子
小出 馨子（こいで きょうこ、1995年（平成7年）1月8日- ）は、熊本県の熊本放送のラジオカー「ミミー」を中心に活動する専属リポーター。

## 略歴
熊本市出身。
元ヨガインストラクター。学生時代から東京→横浜に暮らしていたが、2020年頃に帰郷、2021年度には、熊本放送のラジオ番組「ラジてん」のアシスタントディレクターをつとめた。
その後、2022年6月1日からは同局（RKKラジオ）の専属ラジオカーリポーター「ミミーキャスター」に転じ、51期生として2025年5月まで活動。
ミミーキャスター卒業後はRKKテレビの報道番組「NEWSゲツキン」のフロアディレクターとして活動（予定）。

## 人物・エピソード
- 身長160cm[1]（先述）。2025年現在のミミーキャスターでは最も身長が高い[5][7]。
- 愛称はきょんちゃん、キョンキョン[8]等。
- 趣味はホットヨガ（先述）、歌うこと[2]（及びひとりカラオケ[1]）等。歌[1]に関しては、ボイストレーニングを10年以上受けていたという[1]。
- 特技はダンス等[1]。

## 過去の出演・担当番組等

### アシスタントディレクターとして

#### ラジオ
RKKラジオ
- ラジてん（2021年度、全曜日担当）

## ディスコグラフィ
2023年に「ミミーキャスターイメージソング」として「MIMI」名義で当時の他ミミーキャスター（古戝沙季・春村早紀）とユニットを組んでリリース。作詞・作曲は当時局のジングルを一手に手掛けていた社外ディレクターが「BAJA」名義で手掛けた。
|   | 発売日     | タイトル         |
| - | ---------- | ---------------- |
| 1 | 2023年10月 | 笑顔ノタカラモノ |